# Oulema septentrionis
Oulema septentrionis är en skalbaggsart som först beskrevs av Julius Weise 1880.  Oulema septentrionis ingår i släktet Oulema, och familjen bladbaggar. Enligt den svenska rödlistan är arten sårbar i Sverige. Arten förekommer på Öland. Arten har tidigare förekommit i Götaland, Svealand och Nedre Norrland men är numera lokalt utdöd. Artens livsmiljö är våtmarker, jordbrukslandskap.